# Karl Rudolf Seyerlen
Karl Rudolf Seyerlen (* 18. November 1831 in Stuttgart; † 28. März 1906 in Jena) war ein deutscher evangelischer Theologe.

## Leben
Karl Rudolf war der Sohn des Lehrers und späteren Gymnasialprofessor in Stuttgart Johannes Seyerlen (1801–1875) und dessen Frau Beate Weigle. Nach dem Besuch des Gymnasiums Illustre in Stuttgart begann er 1849 ein Studium der theologischen und philosophischen Wissenschaften an der Universität Tübingen. Hier wurde vor allem Ferdinand Christian Baur sein prägender Lehrer. Nachdem er seine Studien beendet hatte, wirkte er ab 1854 als Vikar in Giengen an der Brenz. Im März 1855 promovierte er in Tübingen zum Doktor der Philosophie und unternahm im Anschluss eine wissenschaftliche Reise nach Paris. Hier entdeckte er den Fons vitae des Solomon ibn Gabirol und stellte – zurückgekehrt nach Deutschland – die Philosophie dieses jüdisch-spanischen Denkers zum ersten Mal quellenmäßig in einem separaten Aufsatz dar. Seit 1859 hatte er eine Stelle als Repentent am evangelischen Stift in Tübingen erhalten und wurde 1862 Diakon in Crailsheim. 
1869 zog er in gleicher Funktion nach Tübingen, wo er zum 1872 Archidiakon aufstieg. Nachdem er die theologische Doktorwürde erhalten hatte, wurde er im Wintersemester 1875 ordentlicher Professor der praktischen und systematischen Theologie an der Universität Jena sowie damit verbunden Direktor des homiletischen und didaktisch katechetischen Seminars. Auch beteiligte er sich an den organisatorischen Aufgaben der Salana und war in den Sommersemestern 1880 sowie 1899 Rektor der Alma Mater. Er wurde zum geheimen Kirchenrat ernannt und war von 1879 bis 1891 Mitherausgeber der Zeitschrift für praktische Theologie. Zudem verfasste er Aufsätze in den wissenschaftlichen Fachzeitschriften und Journalen seiner Zeit. So zum Beispiel über seinen einstigen Lehrer Baur in der Zeitschrift für wissenschaftliche Theologie. Aus gesundheitlichen Gründen wurde er am 1. April 1903 in den Ruhestand emeritiert und verstarb drei Jahre später.
Seyerlen hatte sich 12. Juni 1862 mit Agnes Ostertag verheiratet. Aus der Ehe scheinen auch Kinder zu stammen.

## Werke (Auswahl)
- Entstehung und erste Schicksale der Christengemeinde in Rom: Eine Kirchengeschichtliche Monographie. Tübingen 1874 (Online)
- Festpredigt zur Sedanfeier. 1874
- Bedeutung und Aufgabe der Predigt der Gegenwart. Tübingen 1876
- Rede zum Gedächtnis Kaiser Friedrichs. 1888
- Friedrich Rohmers Leben und wissenschaftlicher Entwicklungsgang nach dem Entwurfe Bluntschlis. 1892
- Die gegenseitigen Beziehungen zwischen abendländischer und morgenländischer Wissenschaft mit besonderer Rücksicht auf Salomon ibn Gebirol und seine philosophische Bedeutung. Rede. (Populär-wissenschaftliche Vorträge über Juden und Judentum, II/III). München 1900

Herausgeberschaften
- Johann Kaspar Buntschli, Denkwürdigkeiten aus meinem Leben. Nördlingen 1884, 3. Bde.
- Friedrich Rohmer's Wissenschaft vom Menschen. Auf Grund mündlicher Ueberlieferung und schriftlicher Aufzeichnungen. München 1892, 2. Bde.